# 電撃大王ジェネシス
『電撃大王ジェネシス』（でんげきだいおうジェネシス）は、アスキー・メディアワークスが発行・角川グループパブリッシングが発売していた日本の青年漫画雑誌。創刊当初は季刊 、のちに隔月刊。

## 概要
2010年1月19日に「電撃大王GENESIS」のタイトルで季刊誌として刊行開始。創刊に先駆け、2009年12月にコミックマーケット77及び一部店舗にてプレビュー小冊子「電撃大王GENESIS Vol.0」を販売し、「電撃大王GENESIS Vol.0.5」が月刊コミック電撃大王2010年2月号（2009年12月発売）の別冊付録となった。1月24日には本誌の発売を記念してベルサール秋葉原において『電撃ジェネオン祭りGENESIS』が開催された。
キャッチコピーは、「電撃大王が本気で0から創る純度100%オリジナルコミック誌」、後のリニューアル後は「電撃発☆オリジナルコンテンツ満載のコミック誌」。そのコピーの通り、オリジナル漫画が中心の掲載で所謂メディアミックス系の漫画は殆ど掲載されていない。創刊号は一部の作品を除いて2月28日までウェブ上で無料公開され、2号目以降も毎回次号発売日の直前頃から次々号が出る直前頃にかけて無料で公開されていた。
創刊1年後の2011 Vol.1（1月発売、通算5号目）からはリニューアルされ、表紙のデザインを一新しタイトル表記を「電撃大王ジェネシス」に変更した。さらに半年後の2011 Vol.3（7月発売、通算7号目）からは刊行ペースを奇数月の隔月刊に変更した。しかし、2012 Vol.6（11月発売、通算15号目）を以て休刊。一部作品は月刊コミック電撃大王もしくは電撃大王WEBコミックへの移籍となった。
なお、雑誌名に「電撃大王」の名を持っているが『月刊コミック電撃大王』増刊扱いとなったのは10号目の2012 Vol.1からである。1号目から2号目までは『電撃「マ）王』増刊扱い、3号目から9号目までは『シルフ』増刊扱いとなっていた。

## 他誌へ移籍する連載作品

### 月刊コミック電撃大王へ移籍
- エバーグリーン（原作：竹宮ゆゆこ、作画：カスカベアキラ）
- はしっぽ花星（こがわみさき）
- やさしいセカイのつくりかた（竹葉久美子）
- 天色くろすおーばー（藤枝雅）※移籍後は不定期掲載

### 電撃大王WEBコミックへ移籍
- あしたの今日子さん（いわさきまさかず）
- かのこ模様（深山和香）
- ギリギリアウト（ソウマトウ）
- ナリユキまかせの天狗道（弐篠重太郎）
- Monochrome Myst（椎名優）

### コミック電撃だいおうじへ移籍
- わくわくろっこモーション（大沖）

## 連載終了作品

### 休刊号で終了した作品
- あかとき星レジデンス（犬上すくね）
- うるわし怪盗アリス（鈴見敦、ストーリー監修：田中ロミオ）
- スズログ（FLIPFLOPs）
- デュランダル-不朽の刃-（前嶋重機）
- さくら色メモリ（飴沢狛）
- 自称魔王と中二クラスタ（松田縞）
- 自動販売機戸部さん（ルーツ）

### 2012 Vol.5以前に終了した作品
- エアリセ∞（榎宮祐）※休載
- キャラメル☆スター（MATSUDA98、原作：太田顕喜）
- 空想画廊（水上カオリ）
- ゴッドシーカー（堤利一郎）
- スキマノスキマ（稲井稲井）
- 空声（こがわみさき）
- ちぇりパラ-Million Paradox-（有馬啓太郎）
- 動研。～菜ノ花高校動画研究部～（松沢まり）
- トカレフの危うい城（原作：築地俊彦 作画：鶯神楽）
- 時の消失請負人（ともぞ）※休載のち終了告知
- 緋色のマリオネッタ（茜虎徹）
- 美少年で名探偵でドエス（平野耕太） ※休載、連載作品として発表されたが第2話以降の掲載はない。
- 百花のしるし（カネコマサル）
- 焔の燈介（原作：大野也太 作画：絶叫）※休載
- 妄想少年観測少女（大月悠祐子）
- メゾン・ド・ジェネシス（小原トメ太）
- 妄想奇行 Adolescence Avatar（森山大輔）
- ユメキ（介錯）
- 夢のクロエ（原作：流圭 作画：ほた。）

## 歴代表紙イラスト
Vol.0 - 森山大輔「妄想奇行 Adolescence Avatar」
Vol.0.5 - 椎名優「Monochrome Myst」
1. 2010 WINTER - あずまきよひこ
2. 2010 SPRING - 絶叫「焔の燈介」
3. 2010 SUMMER - 平野耕太「美少年で名探偵でドエス」
4. 2010 AUTUMN - 岸田メル
5. 2011 Vol.1 - 森山大輔「妄想奇行 Adolescence Avatar」
6. 2011 Vol.2 - 竹葉久美子「やさしいセカイのつくりかた」
7. 2011 Vol.3 - カスカベアキラ「エバーグリーン」
8. 2011 Vol.4 - こがわみさき「はしっぽ花星」
9. 2011 Vol.5 - 竹葉久美子「やさしいセカイのつくりかた」
10. 2012 Vol.1 - カスカベアキラ「エバーグリーン」
11. 2012 Vol.2 - いわさきまさかず「あしたの今日子さん」
12. 2012 Vol.3 - カスカベアキラ「エバーグリーン」
13. 2012 Vol.4 - 藤枝雅「天色くろすおーばー」
14. 2012 Vol.5 - 竹葉久美子「やさしいセカイのつくりかた」
15. 2012 Vol.6 - こがわみさき「はしっぽ花星」